# 다낭
다낭(베트남어: Đà Nẵng)은 베트남 남중부 지방의 최대 상업 및 항구도시이자 베트남의 다섯 개의 직할시 중 하나이고, 베트남에서 호찌민시, 하노이, 하이퐁 다음으로 네 번째 큰 도시이다. 면적은 11,859.59 km2, 인구는 약 3,065,628명(2025)이다.

## 역사
다낭의 이름은 참어의 Da Nak에서 유래하는데, 이는 "큰 강의 입구"라는 뜻이다. 이 곳의 기원은 192년 말레이계인 참족 거주자가 세운 참파 왕국으로 거슬러 올라간다. 이때부터 다낭은 참족의 중요 거점으로 번영을 누렸다.
1847년, 두 명의 프랑스인 선교사들(베트남에 은밀히 들어갔다가 두 번째로 수감된 도미니크 레페브르 주교와 뒤클로스)이 수감되자 이들을 구출하고, 베트남에서 가톨릭 포교의 자유를 얻어내기 위하여 :28 프랑스 해군의 장바티스트 세실은 2대의 전함(글르와르, 빅토리외즈)과 라피에르(Augustin de Lapierre) 대령을 다낭에 보냈다. :5 만약 라피에르 대령이, 레페브르 주교가 이미 자유의 몸이 되어 싱가포르로 가는 길이었다는 점을 미리 알았더라면, 라피에르는 베트남의 배들의 마스트를 해체함으로써 공격을 개시하지 않았을 것이다. :5 협상이 아무 성과없이 결렬되자 결과적으로 1847년 4월 14일, 프랑스는 다낭항에 정박중이던 나머지 다섯척의 황동 갑판으로 되어 있는 배들을 침몰시키는 공격을 이어갔다. :5 1847년 4월 15일, 프랑스 함대와 베트남 배들 간의 전투(투란 포격)가 벌어져, 베트남 배들 중 세 척이 침몰하고 프랑스 함대는 도망쳐 나왔다. :28
1858년, 프랑스는 카톨릭 선교사들에 대한 베트남 조정의 박해를 응징하고, 베트남 조정에 프랑스군 주둔을 강요하고자 전쟁 개시를 승인하였다. 이로써 1858년부터 베트남과 프랑스는 전쟁에 돌입하였다. 1858년 9월 1일, 나폴레옹 3세의 명령으로 프랑스 해군은 리고 드 주누이 제독 지휘 하에 징벌적 코친차이나 전역의 일부로 다낭을 점령하였다. 이 때부터 다낭은 토우라네(Tourane)이라고 불렸다. 다낭은 프랑스령 인도차이나의 5대 도시의 하나가 되었다.
1963년 베트남 전쟁이 발발하자, 다낭은 남베트남 군과 미군의 주요한 공군 기지로 활용되었다. 그때부터 다낭의 인구는 1백만명이 넘게 증가하였다. 1968년 ‘후에 전투’의 여파로 후에에서 많은 사람들이 다낭으로 피신하였다.
1997년 이전에 다낭은 꽝남-다낭성의 일부였다가, 1997년 1월 1일 베트남의 네 번째 직할시가 되면서 꽝남성과 분리되었다.

## 인구
면적은 1,255.53 km2이고, 인구는 1,134,130명으로 2019년 인구 기준으로 베트남에서 다섯번째로 인구가 많은 도시이다. 여성 비율은 다낭의 인구의 49.3%를 차지한다.

### 인구 증가
다낭의 인구는 2.5%, 3%의 비율로 2005년과 2011년 사이에 가장 크게 성장했으며, 특히 전국 평균인 1.2%~1%를 크게 상회한다. 2010년에는 정점인 3.6%를 찍었다가, 2011년에는 다시 장기적인 추세인 2.68%를 기록했다. 이러한 기록적인 성장은 남부의 제조업의 중심인 빈즈엉성(4.41%)과 동나이성(3.5%)에 이어 전국 3위를 기록하고 있다. 2014년에 다낭의 인구는 1백만을 기록할 것으로 추정된다. 2009년 이후로 2011년 사이에 1.6%에서 2.7%를 기록하며, 유입 인구의 증가가 인구 성장에 주요 변수가 되고 있다. 2011년에는 전년 0.34%와 0.55%를 기록하던 것에 비해 전출도 0.79%로 비교적 높았지만, 전입율은 2009년에는 2%를 기록하다가 2011년에는 2.28%를 기록했다. 다낭의 자연 인구 증가율은 전국 평균보다 약간 더 높다. 자연출산율은 1000명당 18명이며, 2011년에는 1천명당 6.7명을 기록했다. 기대수명은 2011년 인구조사를 기준으로 여성이 77.4세, 남성이 72.4세로 전체 74.8세였다. 유아사망율은 1천명당 9.9명으로, 전국 도시 지역 평균보다 2포인트가 낮았다.

### 도시화
베트남의 자자체 중에서 가장 높은 도시화를 기록하고 있으며, 베트남 성 단위에서 가장 적은 11개의 사(社)를 보유하고 있다. 2009년 기준으로, 다낭 인구의 86.9%는 도시 지역에 살고 있으며, 연간 평균 도시 성장률은 3.5%에 이른다.

## 지리

### 자연

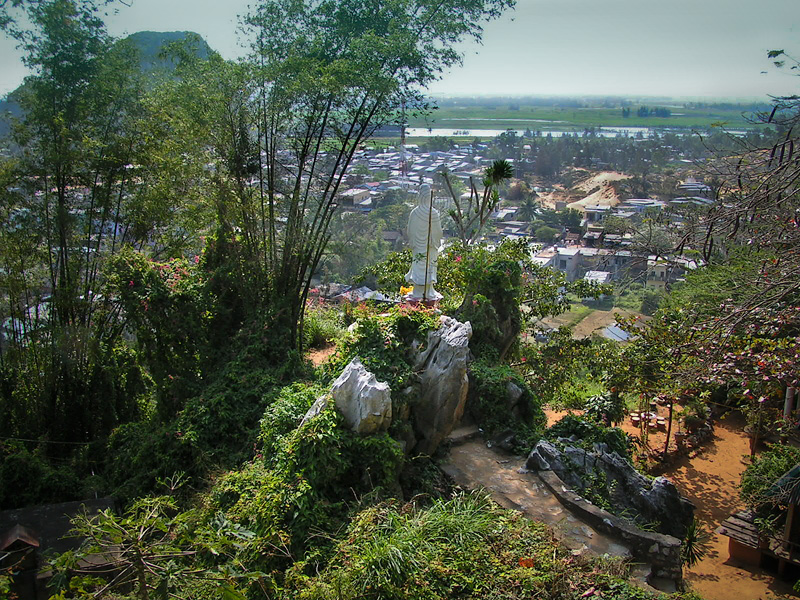
응우하인선

다낭은 남중국해와 맞닿아 있다. 미케(My Khe)해변은 베트남에서 가장 유명한 해변 중의 하나이다. 20킬로미터에 이르는 백사장이 1970년대 베트남 전쟁 당시 미군의 휴양소로 사용되었다. 다낭 시내에서 5킬로미터 떨어져 있다. 해변의 길이에 비해 개발이 덜된 편이라 조용하고 한적하다. 차이나 비치(China Beach)라고도 하는데, 이는 미국의 텔레비전 드라마의 제목에서 유래한다.
박미안 해변(Bac My An, 北美安)은 응우하인선 군 미안의 북쪽에 위치한다. 시내 중심부에서 남동쪽으로 7km 떨어져 있다. 박미안 해변은 4km에 이르는 해안과 백사장 그리고 5성급 푸라마 리조트로 알려져 있다. 그 외에도 몇 개의 리조트(T18, My Da Dong 2, My Da Dong 3, Bac My An)가 더 있다. 1975년 이전에는 자연 해변이었는데, 그 이후 휴양시설이 들어서기 시작하였고, 지금은 국제적인 휴양지로 널리 알려져 있다.
응우하인선(베트남어: Ngũ Hành Sơn / 五行山 오행산)은 다낭을 대표하는 산이다. 다낭 시내와 호이안 사이에 위치하고 있다. 5개의 높지 않은 봉우리로 이루어져 있는데 각각 목썬(MocSon, 木山), 호아썬(HoaSon, 火山), 터썬(ThoSon, 土山), 낌썬(KimSon, 金山), 투이썬(ThuySon, 水山)이고 이들이 목ㆍ화ㆍ토ㆍ금ㆍ수 오행을 관장하는 산이라고 해서 이름 붙여졌다. 산 전체가 대리석으로 되어 있어 영어로는 마블 마운틴이라고도 한다. 응우하인선 중에는 물을 관장한다는 투이썬이 가장 잘 알려져 있다. 투이썬에는 많은 동굴이 있는데 동굴마다 불상이 모셔져 있다. 156개의 계단 위에 있는 정상 전망대에서의 조망이 일품이다. 이웃한 4개의 봉우리와 기슭에 자리한 마을 풍경이 그림 같다. 산기슭 마을의 대리석 공방에서 대리석 제품을 만드는 과정을 구경할 수 있다.

### 기후
다낭은 두 계절이 있는 열대 몬순 기후이다. 9월부터 3월에 이르는 태풍과 우기의 계절과 4월에서 8월에 이르는 건기가 바로 그것이다. 전반적으로 기온은 높은 편이며, 연평균 25.9 °C를 기록한다. 기온이 가장 높은 시기는 6월에서 8월 사이이며, 일평균 33 ~34 °C에 이르며 41°C를 기록하여 이때 체감온도는 50°C 안에 가까웠다. 기온이 가장 낮은 시기는 12월에서 2월이며 24 ~ 25 °C에 이른다. 연 평균 습도는 81%로 10월과 12월 사이에는 84%에 이르며, 6월과 7월에는 76–77%에 달한다.
다낭의 평균 강수량은 2,505 mm로 대한민국보다 약 1,000mm를 상회한다. 강수량이 늘어나는 시기는 보통 10월에서 11월 사이이며, 이 시기에만 550mm에서 1,000 mm 가량이 내리고, 반면 1월에서 4월 사이에는 가장 적은 강수량인 23mm ~ 40mm 사이를 기록한다. 다낭의 평균 일조량은 연간 2,156 시간이며, 5월과 6월에는 매월 234 ~ 277 시간 햇볕이 들고, 반면 11월에서 12월 사이에는 69 ~ 165 시간 정도의 일조량을 기록한다.
| 다낭의 기후                       | 다낭의 기후 | 다낭의 기후 | 다낭의 기후  | 다낭의 기후  | 다낭의 기후  | 다낭의 기후  | 다낭의 기후  | 다낭의 기후  | 다낭의 기후   | 다낭의 기후   | 다낭의 기후   | 다낭의 기후  | 다낭의 기후   |
| 월                                | 1월         | 2월         | 3월          | 4월          | 5월          | 6월          | 7월          | 8월          | 9월           | 10월          | 11월          | 12월         | 연간          |
| --------------------------------- | ----------- | ----------- | ------------ | ------------ | ------------ | ------------ | ------------ | ------------ | ------------- | ------------- | ------------- | ------------ | ------------- |
| 역대 최고 기온 °C (°F)            | 34.5 (94.1) | 37.0 (98.6) | 39.9 (103.8) | 40.4 (104.7) | 40.9 (105.6) | 40.4 (104.7) | 40.6 (105.1) | 40.2 (104.4) | 38.2 (100.8)  | 35.8 (96.4)   | 32.8 (91.0)   | 31.2 (88.2)  | 40.9 (105.6)  |
| 일평균 최고 기온 °C (°F)          | 25.0 (77.0) | 26.2 (79.2) | 28.3 (82.9)  | 31.0 (87.8)  | 33.3 (91.9)  | 34.5 (94.1)  | 34.4 (93.9)  | 33.9 (93.0)  | 31.8 (89.2)   | 29.5 (85.1)   | 27.4 (81.3)   | 25.1 (77.2)  | 30.0 (86.0)   |
| 일일 평균 기온 °C (°F)            | 21.5 (70.7) | 22.4 (72.3) | 24.2 (75.6)  | 26.5 (79.7)  | 28.4 (83.1)  | 29.4 (84.9)  | 29.3 (84.7)  | 29.0 (84.2)  | 27.6 (81.7)   | 26.0 (78.8)   | 24.4 (75.9)   | 22.2 (72.0)  | 25.9 (78.6)   |
| 일평균 최저 기온 °C (°F)          | 19.3 (66.7) | 20.2 (68.4) | 21.8 (71.2)  | 23.8 (74.8)  | 25.2 (77.4)  | 26.0 (78.8)  | 25.7 (78.3)  | 25.6 (78.1)  | 24.5 (76.1)   | 23.5 (74.3)   | 22.1 (71.8)   | 20.0 (68.0)  | 23.1 (73.6)   |
| 역대 최저 기온 °C (°F)            | 10.2 (50.4) | 13.1 (55.6) | 12.7 (54.9)  | 16.7 (62.1)  | 20.6 (69.1)  | 21.6 (70.9)  | 21.1 (70.0)  | 20.4 (68.7)  | 19.8 (67.6)   | 15.1 (59.2)   | 13.3 (55.9)   | 9.2 (48.6)   | 9.2 (48.6)    |
| 평균 강수량 mm (인치)             | 81.9 (3.22) | 23.6 (0.93) | 25.0 (0.98)  | 35.3 (1.39)  | 81.1 (3.19)  | 82.6 (3.25)  | 92.5 (3.64)  | 141.2 (5.56) | 350.7 (13.81) | 628.0 (24.72) | 448.2 (17.65) | 218.4 (8.60) | 2,205 (86.81) |
| 평균 강우일수                     | 12.0        | 5.6         | 4.8          | 5.4          | 9.2          | 8.1          | 9.4          | 11.6         | 14.6          | 20.0          | 20.3          | 18.7         | 139.1         |
| 평균 상대 습도 (%)                | 84.2        | 83.9        | 83.7         | 82.7         | 79.3         | 76.4         | 75.8         | 77.4         | 82.1          | 84.4          | 84.7          | 85.4         | 81.7          |
| 평균 월간 일조시간                | 131.9       | 146.0       | 182.3        | 208.6        | 246.7        | 242.3        | 246.2        | 214.8        | 177.4         | 143.4         | 117.7         | 94.8         | 2,162.6       |
| 출처 1: 베트남 과학기술양성연구소 |             |             |              |              |              |              |              |              |               |               |               |              |               |
| 출처 2: The Yearbook of Indochina |             |             |              |              |              |              |              |              |               |               |               |              |               |

#### 자연 재해

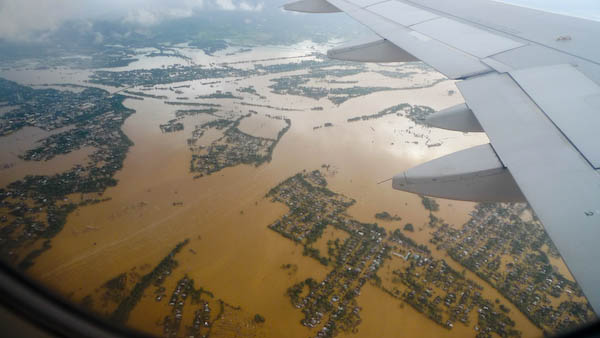
태풍 켓사나 (2009년)의 상륙으로 홍수가 난 다낭

다낭은 남중국해로부터 북상하는 태풍 피해에 자주 노출된다. 2006년에는, 후에 근방의 태풍 상산의 상륙으로 다낭에서만 26명의 사망자를 냈고, 가옥이 파괴되고, 나무와 전신주가 쓰러졌으며, 주요 도로가 침수되었다.
다낭 당국은 태풍 상산에 의한 피해를 2억 달러로 예상했으며, 5천 가구 이상이 쓸려내려갔고, 16만 6천 가구가 손상되었으며, 19척의 배가 침몰했다. 3년 후에는 태풍 켓사나 (2009년)가 다낭에서 60 km 남쪽에 상륙하여, 또 다시 홍수를 일으켰다. 켓사나로 다낭에서만 8명이 사망하고, 96명이 부상을 입었으며, 2천 5백만 달러의 피해를 입혔다.
직후 강력한 쓰나미를 동반했던 2011년 도호쿠 지방 태평양 해역 지진에서도 다낭 당국은 쓰나미 경보를 발령했다.

## 행정 구역
1997년 이전에 다낭은 꽝남성과 다낭성의 일부였다. 1997년 1월 1일, 다낭은 꽝남성과 분리되어 베트남의 5개 독립(중앙 통제) 자치구 중 하나가 되었다.
다낭에는 모두 6개의 꽌(郡)과 2개의 후옌(베트남어: huyện / 縣)이 있다. 그 중에는 호앙사 제도(파라셀 제도)도 포함된다.
- 껌레(베트남어: Cẩm Lệ / 錦荔 금려)
- 하이쩌우(베트남어: Hải Châu / 海洲 해주)
- 호아방(베트남어: Hòa Vang / 和榮 화영)
- 호앙사(베트남어: Hoàng Sa / 黃沙 황사, 파라셀 군도)[25]
- 리엔찌에우(베트남어: Liên Chiểu / 蓮沼 연소)
- 응우하인선(베트남어: Ngũ Hành Sơn / 五行山 오행산)
- 선짜(베트남어: Sơn Trà / 山茶 산차)
- 타인케(베트남어: Thanh Khê / 淸溪 청계).

| 군           | 행정구역                | 면적    | 면적    | 인구 (2007) | 인구밀도  | 인구밀도   |
| 군           | 행정구역                | (km2)   | (mile²) | 인구 (2007) | (인/km2)  | (인/mile²) |
| ------------ | ----------------------- | ------- | ------- | ----------- | --------- | ---------- |
| 껌레군       | 6 프엉                  | 33.3    | 12.9    | 68,320      | 2,054.74  | 5,321.8    |
| 하이쩌우군   | 13 프엉                 | 24.1    | 9.3     | 195,106     | 9,251.11  | 23,960.3   |
| 호아방현     | 14 싸(社), 1 티쩐(市鎭) | 737.5   | 284.8   | 106,910     | 151.14    | 391.5      |
| 리엔찌에우군 | 5 프엉                  | 83.1    | 32.1    | 95,088      | 1,144.54  | 2,964.3    |
| 응우하인선군 | 4 프엉                  | 36.5    | 14.1    | 54,066      | 1,476.41  | 3,823.9    |
| 선짜군       | 7 프엉                  | 60.8    | 23.5    | 119,969     | 1,970.58  | 5,103.8    |
| 타인케군     | 10 프엉                 | 9.3     | 3.6     | 167,287     | 18,046.06 | 46,739.1   |
| 호앙사현     | —                       | 305     | 118     | 0           | 0         | 0          |
| 전체         | 45 프엉, 14 싸, 1 티쩐  | 1,479.1 | 571.1   | 806,744     | 628.58    | 1,628.0    |

## 경제
다낭은 베트남 중부의 주요 산업 중심지이다. 1인당 GDP는 2007년에 1900만 VND였고, 베트남에서 가장 높았다. (그 다음으로 호치민, 하노이, 빈즈엉성, 동나이성 순). 2009년에는 2,730만 VND으로 증가했다.
다낭은 2008년, 2009년, 그리고 2010년에 주정부 경쟁력 지수를 주도했으며 (그 이전 3년 동안 빈즈엉성에 이어 2위를 차지), 좋은 인프라, 노동훈련, 투명성, 적극적인 주정부 지도력과 낮은 진입 비용에서 온 것이었다.
| 수출   | 백만 US$ (2007) | 수입       | 백만 US$ (2007) |
| ------ | --------------- | ---------- | --------------- |
| 합계   | 469.6           | 합계       | 522.1           |
| 섬유   | 139.8           | 기계, 장비 | 237.2           |
| 수산물 | 75.2            | 의복재     | 77              |
| 수공예 | 51.6            | 철강       | 41.6            |
| 커피   | 47.6            | 의약       | 24.9            |
| 신발류 | 17.7            | 화학비료   | 22.5            |
| 쌀     | 8               | 오토바이   | 0.45            |

2008년에 수출은 5억 7,500만 달러까지 증가했지만, 2009년에는 4억 7,500만 달러로 떨어졌다.

### 농업, 임업, 어업
다낭은 도시의 지위임에도 불구하고 2007년 기준으로 농업, 임업 및 어업에 종사하는 사람들이 37,800명으로 쌀 45,000톤과 어류 41,000톤을 생산했다. 그러나 이 분야의 고용은 21세기의 첫 10년 동안 확연한 감소세를 보였다. 총 생산량 또한 그 10년의 후반기에는 감소하고 있다. 농지 부족(2007년 기준 9,200 헥타르)과 해안에 자리한 위치를 감안할 때, 어업은 총 생산에서 농업보다 경제에 두 배 이상의 기여를 하고 있다.

### 산업
다낭은 기계, 전기, 화학, 조선 및 섬유와 같은 산업을 포함한 다양한 산업 중심지이다. 특정 산업 제품에는 수산물, 직물, 의류, 벽돌, 비료, 시멘트, 비누, 종이 및 의료용 정제가 포함된다. 도시의 산업은 더욱 다각화 될 수 있다. 에어버스는 다낭 항공 산업에 초점을 맞춘 산업단지를 설립할 계획이다.
2007년 기준으로, 다낭 산업은 국가 부문에 의해 주도되고 있고, 그것은 총 생산량의 57%를 차지한다. 이것은 2000년의 점유율과 대략 동일한 것이다. 흥미로운 것은 국가 산업의 80% 이상이 중앙에서 관리되는 것이다. (즉, 하노이에 본부를 두고 있는 국영회사에 속해 있다는 것) 나머지 절반은 외국 투자 기업이 기여한 반면, 민간 부문은 여전히 상대적으로 작고 국가 부문에 비해 점유율을 크게 늘릴 수 없었다. 산업은 2000년에서 2007년 사이 평균 14.8% 성장하여 경제 성장의 주요 원동력이 되었다. 그러나 그것은 (카인호아성에 이어) 베트남 남중부 지방에서 두 번째로 낮은 산업 성장률이다. 고용은 평균 5.75% 성장하여 2007년에는 118,900명이 되었다.

### 교역

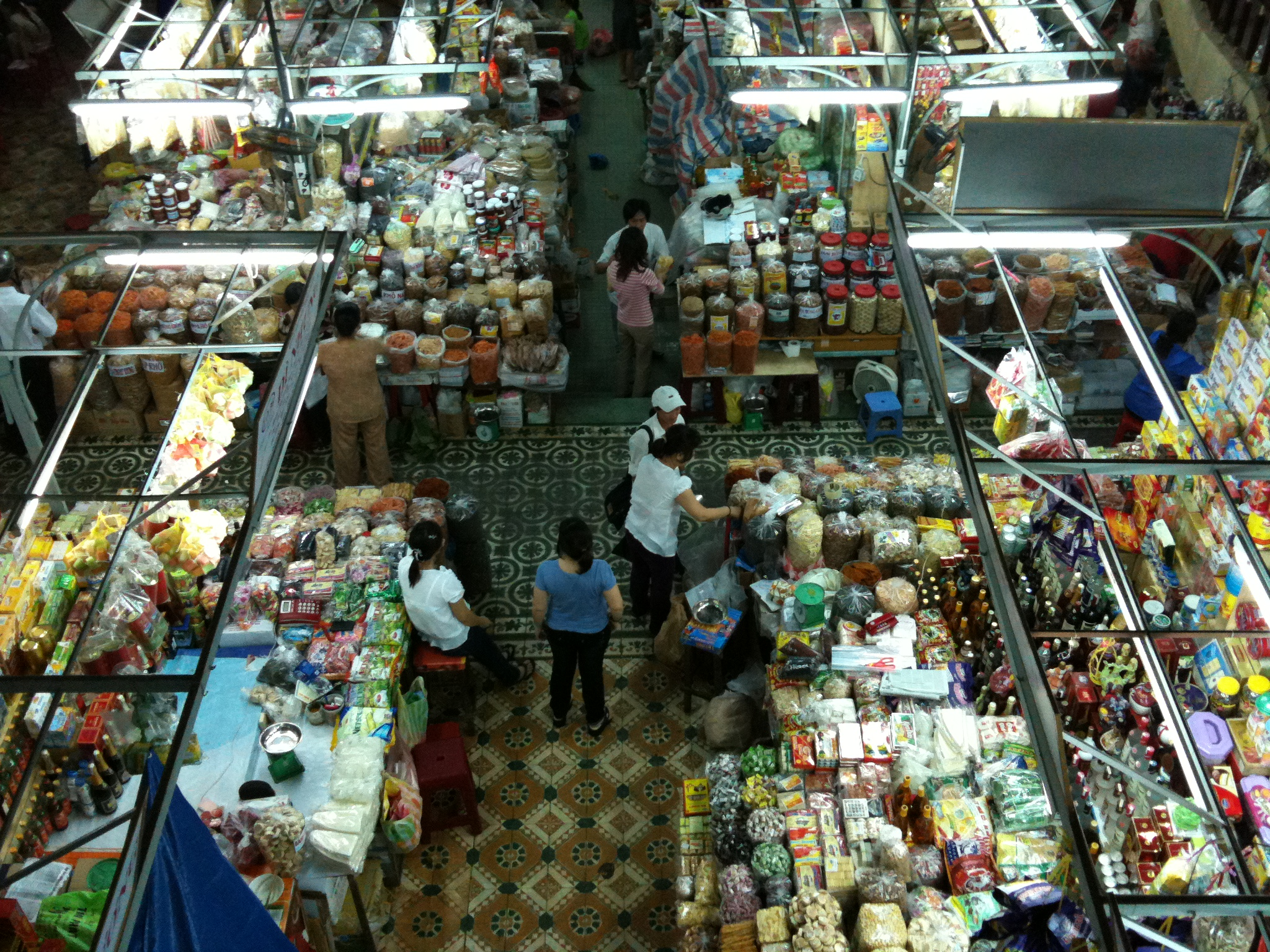
한 시장 내부

역사적으로 다낭의 주요 시장은 트란 푸와 바흐 당 거리 사이의 한강 서안 근처의 도심에 위치한 한 시장(베트남어 : Chợ Hàn)이다. 사이공의 벤타인 시장과 마찬가지로 이 시장은 의복, 실크, 보석류, 꽃, 말린 과일 및 생선과 같은 식료품뿐만 아니라 커피, 차, 와인과 같은 다양한 업체가 판매하는 다양한 상품을 제공한다. (베트남 뱀술을 포함하여)

### 부동산
응우하인선군에 1억 3천만 달러를 투자해 하얏트 리젠시 다낭 리조트 & 스파, 오션 빌라 및 메리어트 호텔을 포함한 비치 리조트 단지와 같은 여러 해변가 리조트를 포함하여 다낭에서 많은 신규 건설 프로젝트가 진행 중이다. 또 다른 야심적인 프로젝트로 2억 5,000만 달러를 투자해 진행하고 있는 다푸옥 국제 뉴타운은 북부 해안의 매립지에 완전히 새로운 도시 지역을 건설하여 중부 베트남 최초의 주요 토지 개간 프로젝트를 목표로 하고 있다. 다푸옥 프로젝트 계획에는 호텔과 몇몇 중규모의 리조트, 33층 아파트 블록과 60층 사무실 블록, 18홀 골프코스, 마리나, 빌라 및 국제학교의 건립 등이 포함된다.
이 도시는 산업지역으로 분류되고 컨테이너 운수를 다루는 항구 설비가 있다. 꽤 많은 경공업 공장도 이 도시에 있다. 1991년 다낭이 직할시가 된 이래, 이 도시는 매우 빠르게 경제 발전을 이루었다. 다낭의 주요 산업은 수산물 수출, 가구, 가정 잡화, 의류 생산과 관광업이다. 4,900여 개의 공장이나 생산설비가 다낭에 위치한다. 1997년 다낭은 약 5500만달러의 상품을 수출하였다.

## 문화관광

### 문화
다낭의 역사는 약 300년 정도 거슬러 올라간다. 베트남의 문화가 존재한 4천년에 비하면 비교적 신생 지역이라 할 수 있다. 다낭에는 〈참 조각 박물관〉(the Museum of Cham Sculpture)과 옛 사원들이 있다. 다낭 시내에서 유일한 볼거리로 꼽을 만한 참조각박물관은 지난날의 화려함을 대변하는 곳이다. 1915년 프랑스국립극동연구원에서 설립한 참 조각 박물관은 참족과 관련된 박물관 중에서 가장 규모가 크다. 박물관을 지은 이래 소소한 수리만 해온 탓에 전시의 짜임새는 떨어지지만, 참족이 남긴 정교하고 아름다운 300여 점의 조각품을 볼 수 있다. 다낭 대성당(Chính Tòa Đà Nẵng)은 1923년 프랑스인이 세운 천주교 성당으로서, 다낭 건축물의 상징격이다. 특히 중세 유럽풍의 외부장식이 눈길을 사로잡는다.
한국의 멀티플렉스 영화관 롯데시네마는 다낭 지역에 운영 중인 영화관을 인수하여 3개의 스크린을 확보하였다.

### 관광산업

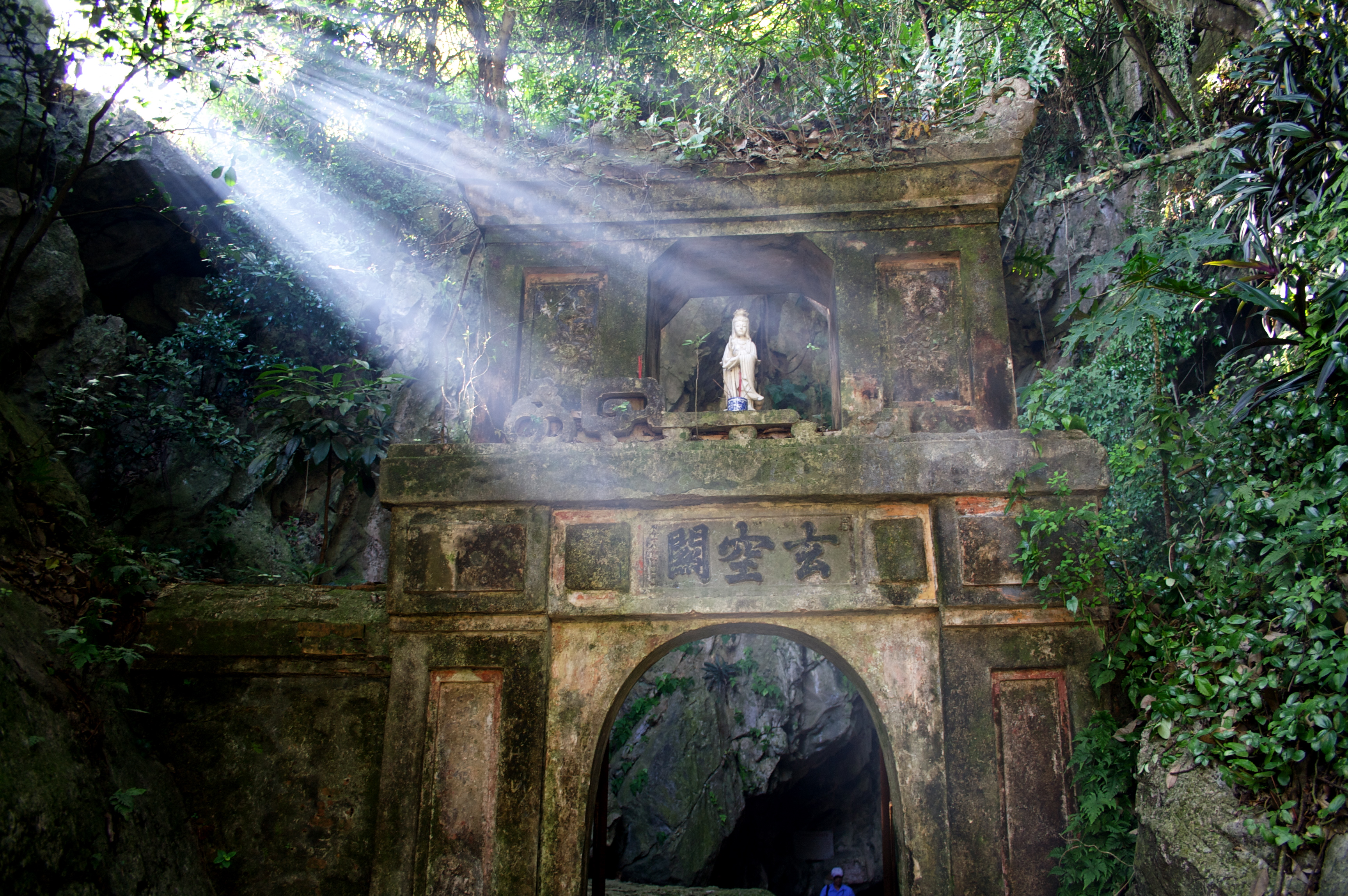
대리석 산맥의 후옌 콩 동굴로 연결되는 관문

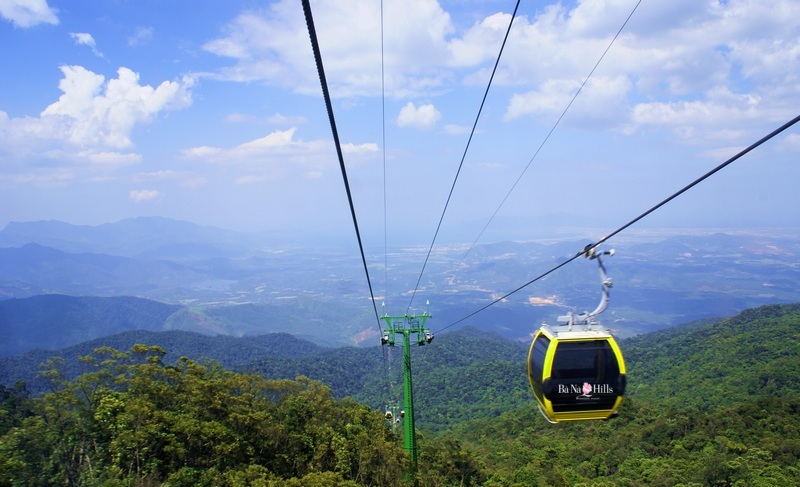
바나 산맥의 케이블카

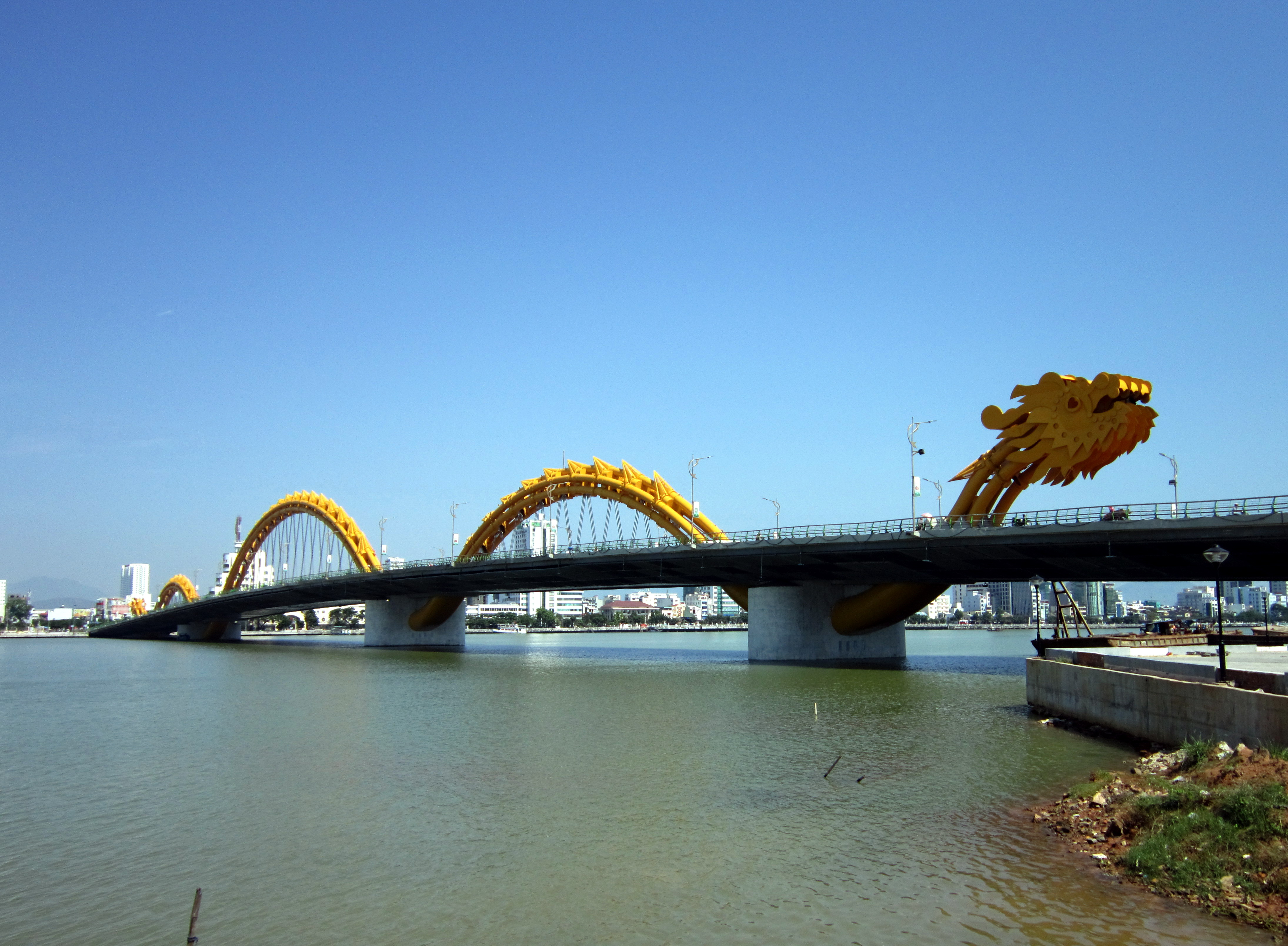
용 다리

관광은 다낭 경제의 중요한 영역 중 하나이다. 베트남 중부의 교통 허브로서의 지위와 후에 성, 호이안의 고대도시, 미선 유적지 등을 포함한 여러 유네스코 세계유산 유적지와의 접근성으로 인해 관광 산업이 활성화되고 있다.
미선 유적지는 꽝남 성에 있는 천년 이상 된 고고학 유적지이다. 다낭에서 서쪽으로 약 70km 떨어진 곳에 있는 숲이 우거진 계곡에 위치해 있다. 이곳은 참파 왕국의 도성이자 종교적 중심지로 한때 70개의 화려한 사원과 탑이 있었다. 1960년대의 폭격으로 인해 심하게 손상을 입었지만, 여전히 20개가 넘는 건축물이 남아있으며, 1999년 유네스코 세계문화유산으로 지정되었다. 미선에서 복원된 많은 조각상과 조각품 및 복원품이 다낭 중심부 근교의 한 강 근처에 위치한 참 조각 박물관(Museum of Cham Sculpture)에 보관되어 있다. 4세기부터 14세기까지 거슬러 올라가는 연대를 가지고 있으며, 이 관능적인 작품들은 힌두교와 불교의 종교적 주제뿐 아니라 일상 활동을 그려내고 있다.
응우하인선(대리석 산맥) 남쪽 다낭의 해변에는 돌출된 바위투성이의 석회암 노두이다. 길은 숲이 우거진 절벽의 꼭대기로 이어져 있어 논느억 해변과 남중국해의 장관을 감상할 수 있다. 절벽에 자리 잡은 동굴은 원래 참 족이 거주하던 곳이었다. 이후 응우옌 왕조는 동굴들 사이에 수많은 탑을 세웠다.
대리석 산맥은 논느억 마을을 기반으로 조각과 예술품을 제작하는 수 많은 장인들의 고향이기도 하다. 논느억 해변은 다낭의 외곽에 있는 백사장으로 베트남 전쟁 동안 미군의 휴양지로 이용되었으며, 탁월한 아름다움과 역사로 유명하다. 오늘날, 해변은 북쪽에 있는 미케 해변과 함께 빼어난 리조트와 서핑, 위락 시설이 있는 곳이다. 바나힐은 케이블 길이가 5km를 갖춘 산악 리조트로 해발 1487m의 바나봉까지 운행한다. 시내 중심가에서 가까운 곳에 위치한 선짜산에는 자연적인 개울이 있고, 해변을 따라서는 리조트가 있다.
gm

### 요리
베트남 중부 지방의 요리, 특히 다낭 요리는 베트남 전역에 잘 알려져 있으며, 국제적으로도 인지도를 확산시키고 있다. 다낭은 미꽝(Mì Quảng, 국수), 분짜까(Bún chả cá, 생선 국수), 분맘(Bún mắm), Cánh gà chiên mắm (생선소스를 곁들인 튀김닭 날개), 밋쫀(Mít trộn, 돼지 껍질) 등 독특한 풍미의 요리들로 유명한 곳이다.

### 호텔
다낭의 호텔들은 시내 곳곳에 흩어져 있다. 강변도로인 박당(베트남어: Bach Đang) 거리에는 몇 개의 호텔이 몰려 있다. 2015년 10월 기준으로, 다낭은 예전과는 다르게 베트남 어느 지역보다 빠르게 발전하는 지역 중 한곳일 것이다. 다낭 시내 뿐만 아니라 해안선을 따라서 리조트와 호텔들이 많이 생겼으며, 지리적 위치로 인해 관광객들이 폭발적으로 증가한 곳 중 한곳이다.
- 빈펄 다낭 리조트 & 빌라(Vinpearl Danang Resort & Villas) : 다낭 시내에서 15분 정도 떨어져 있으며, 오행산 앞에 위치하고 있는 최고급 리조트이다.
- 푸라마 리조트 다낭(Furama Resort Danang): 다낭시에서 남쪽으로 5분 정도 걸리는 논누억 해변(Non Nuoc)에 위치한 고급 리조트이다.

## 교통

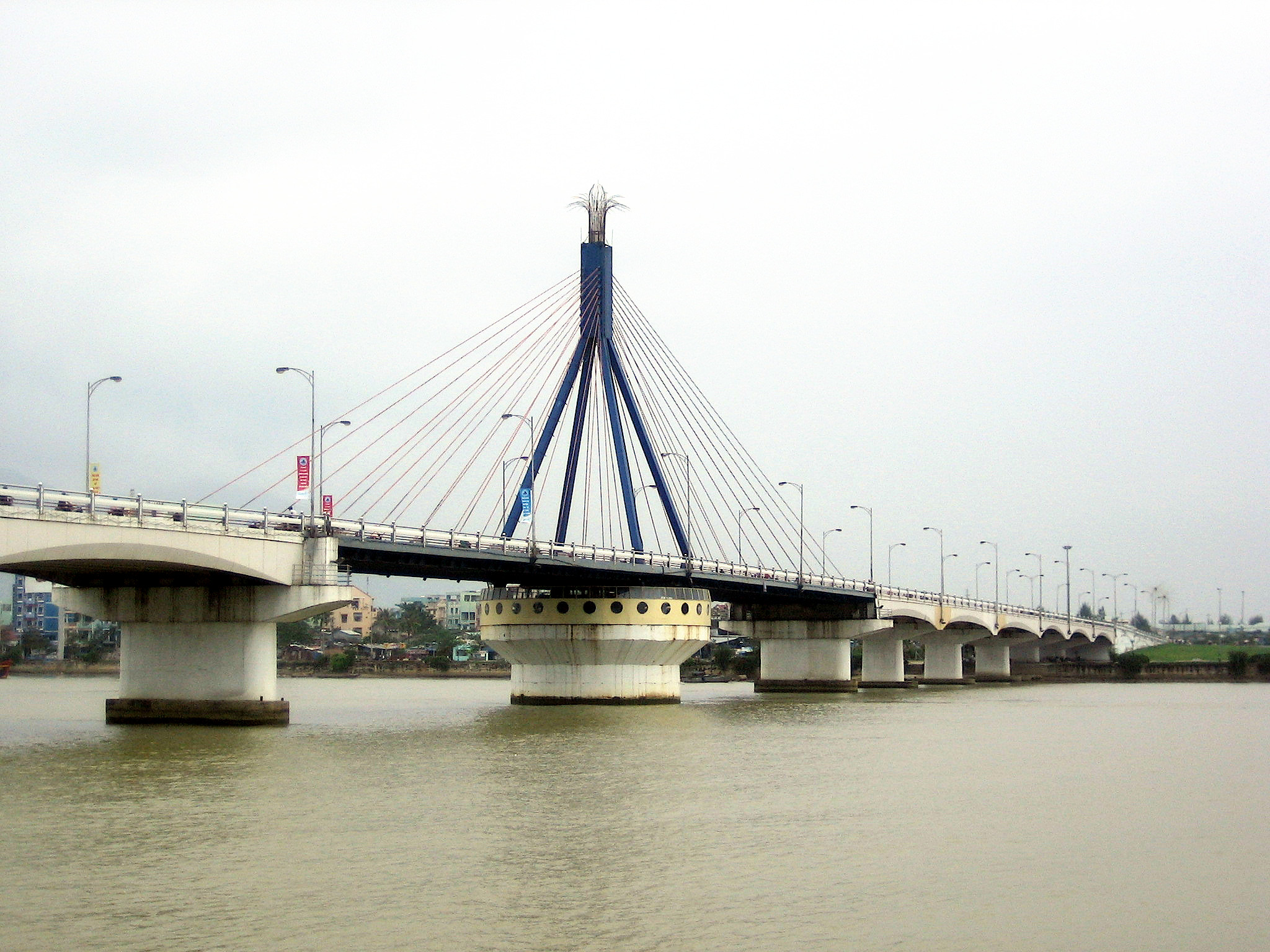
다낭한강대교

다낭은 베트남, 라오스, 타이, 미얀마로 이어지는 동서경제회랑(EWEC, East-West Economic Corridor)의 동쪽 끝에 위치하고 있다.

### 항공

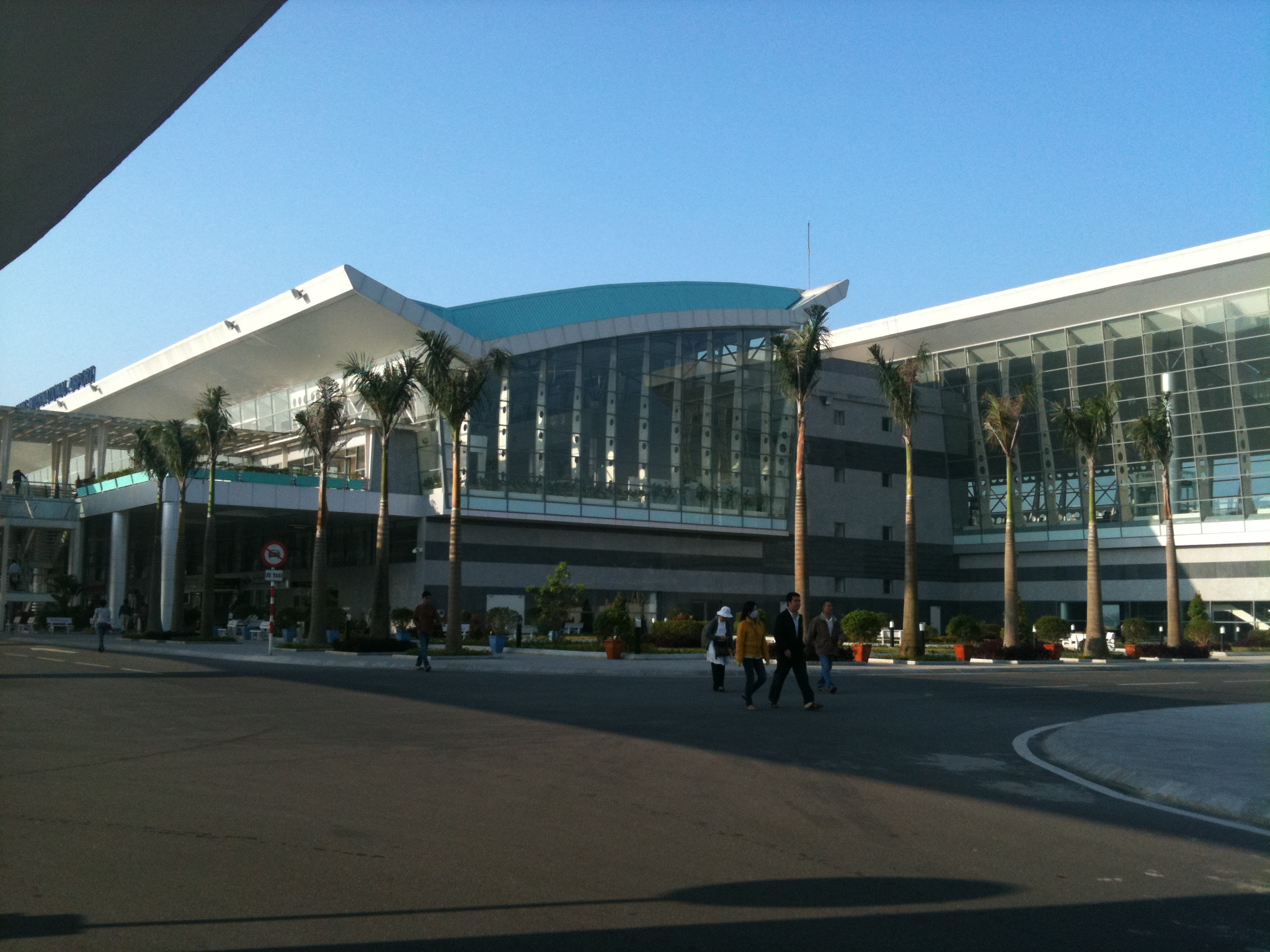
다낭 국제공항

시내에서 불과 2 km 떨어져 있는 다낭 국제공항은 베트남 제3의 국제공항이다. 이 공항은 중부 베트남으로 접근하는 주요 관문이다. 1972년 이전에 이 공항은 전 세계에서 가장 붐비는 공항이었다. 베트남 전쟁 당시 격렬한 군사 활동의 거점 공항이었기 때문이다.
현재는 하노이, 호찌민, 하이퐁, 빈, 부온마투옷, 달랏, 나짱, 쁠래이꾸, 꾸이년 등의 국내 항공편과 방콕, 싱가포르, 광저우, 씨엠립, 타이베이 등으로 가는 국제 항공편이 있다.
2011년 12월 16일부터 말레이시아의 저가항공사인 에어아시아는 다낭과 쿠알라룸푸르 사이에 일주일에 네 편의 항공편을 제공하기 시작했다. 2011년 12월 오픈하는 새로운 국제터미널을 통해 캄보디아의 프놈펜, 태국, 홍콩, 일본, 한국 등과 연결하고 있다.
2015년 11월 현재 다낭 국제 공항은 광범위한 개조 공사를 진행하였다.
2016년 현재, 국제선 중 가장 많은 편 수를 차지하는 것은 대한민국의 인천(매주 84편)이며, 부산(21편), 대구(7편)와도 연결이 된다. 또한, 마카오뿐만 아니라 베이징, 항저우, 상하이, 청두, 난닝시와도 연결이 되고 있다.

### 육상

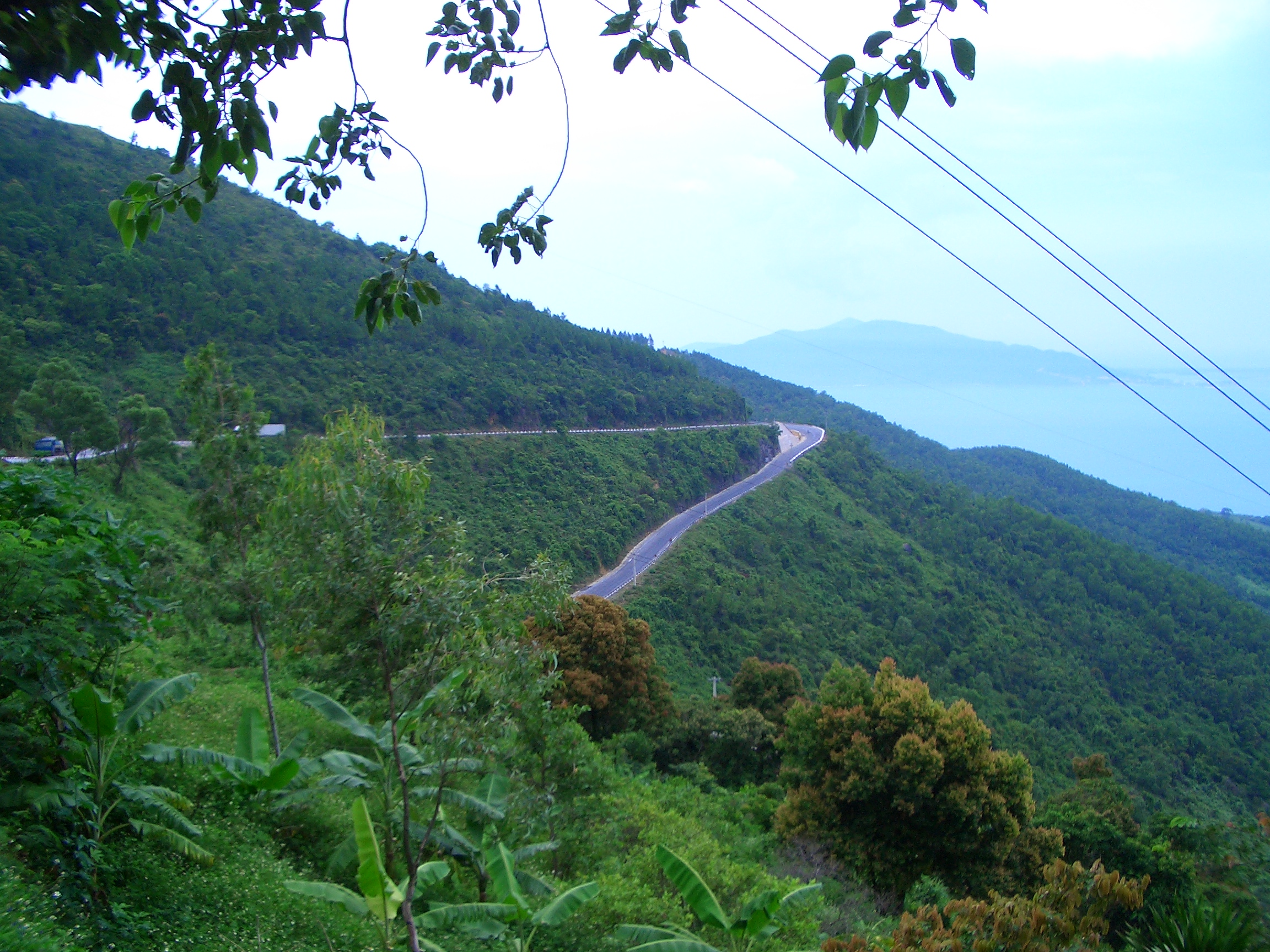
하이반 고개

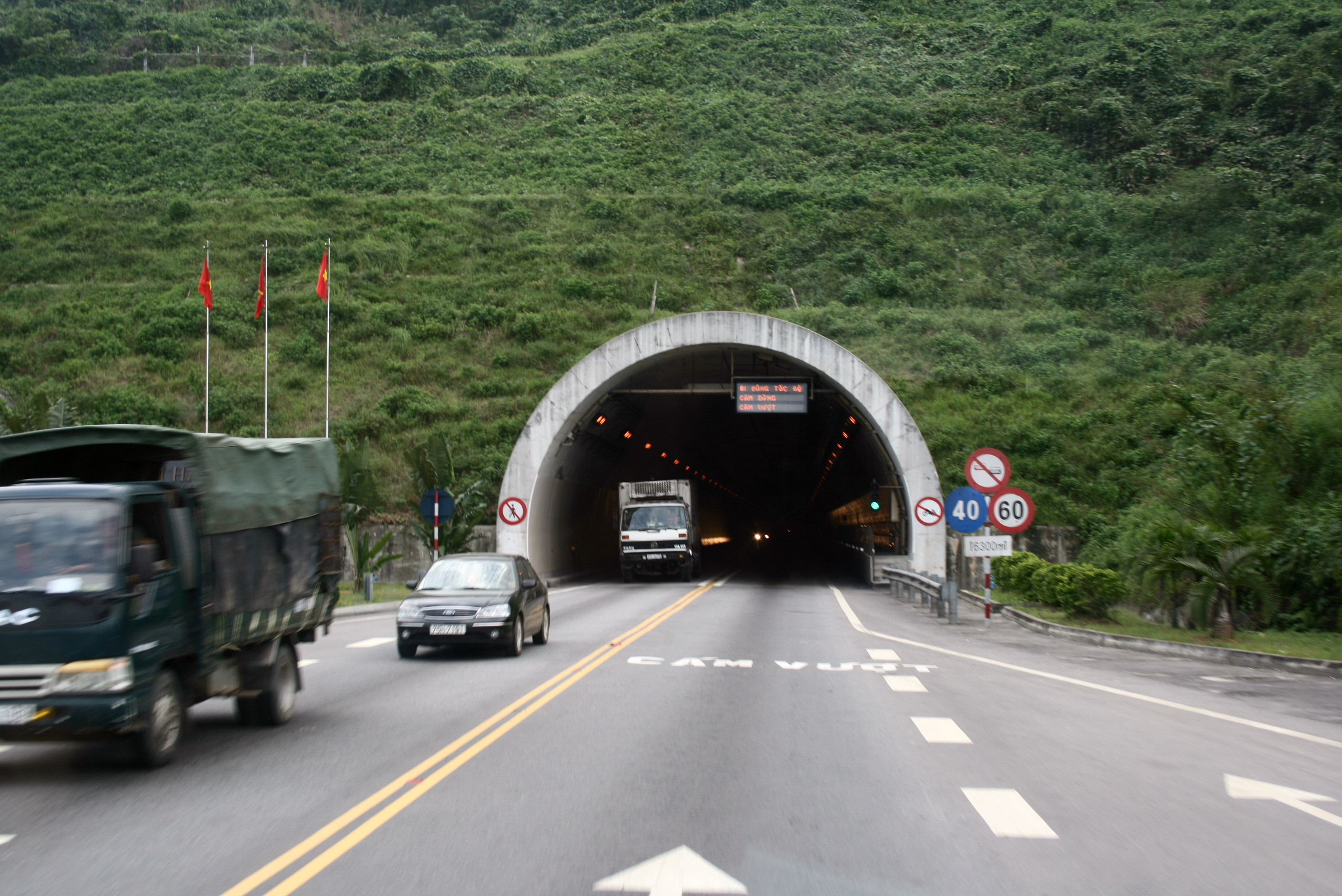
하이반 터널 북쪽 입구

#### 철도
- 다낭역은 통일선이라고 알려진 남북선의 주요 철도역이다.

#### 고속도로
- 1번 고속도로
- 14B번 고속도로
- 다낭-꽝응아이 고속도로 (예정)
- 하이반 터널

#### 교량
다낭에서는 한강과 그 지류 위를 여러 개의 다리가 가로 지르고 있다.
- 송한 교
- 쩐티리 교
- 투언안프억 교
- 롱 교

이 중 비교적 최근에 건설된 투언안프억 교는 베트남에서 가장 긴 현수교이다. 롱 교는 다낭 국제공항에서 오면 레딘즈엉 / 박당 회전교차로에서 한강 위를 가르지르고 있다. 이 경로는 도시의 서쪽 변경을 따라 미케 해변과 논느억 해변으로 가는 직접적인 교통로이기도 하다.

### 해상

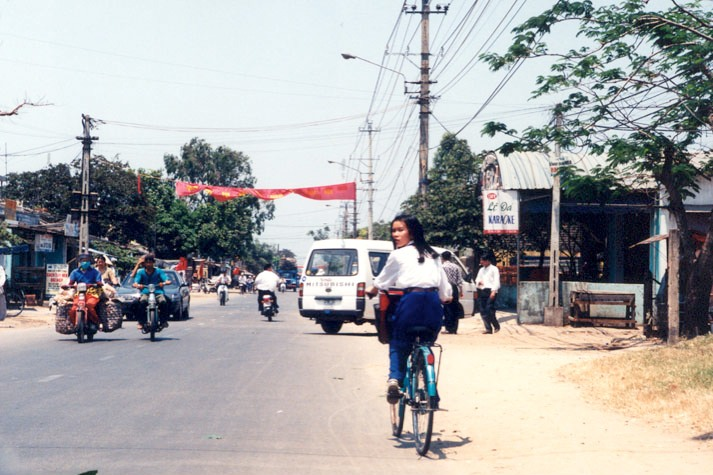
다낭의 거리(1999년)

- 띠엔사항(다낭항): 베트남 중부지방의 관문인 동시에 라오스의 해상 운송까지 담당하는 항구이다. 다낭 항구에 최대한 정박을 수용할 수 있는 능력은 30,00DWT이며, 연간 3.8백만톤의 하물 처리 능력을 가지고 있다. 항구의 창고는 186천m2이다.
- 차이나 해변: 다낭에 있는 해변이다. 차이나해변이라고 명명된 이유는 샌프란시스코의 금문교를 비롯한 각종 도시 시설들을 건설했던 중국계 인부들이 이 곳 해변에 캠프를 치고 생활했었기 때문이다.

## 교육

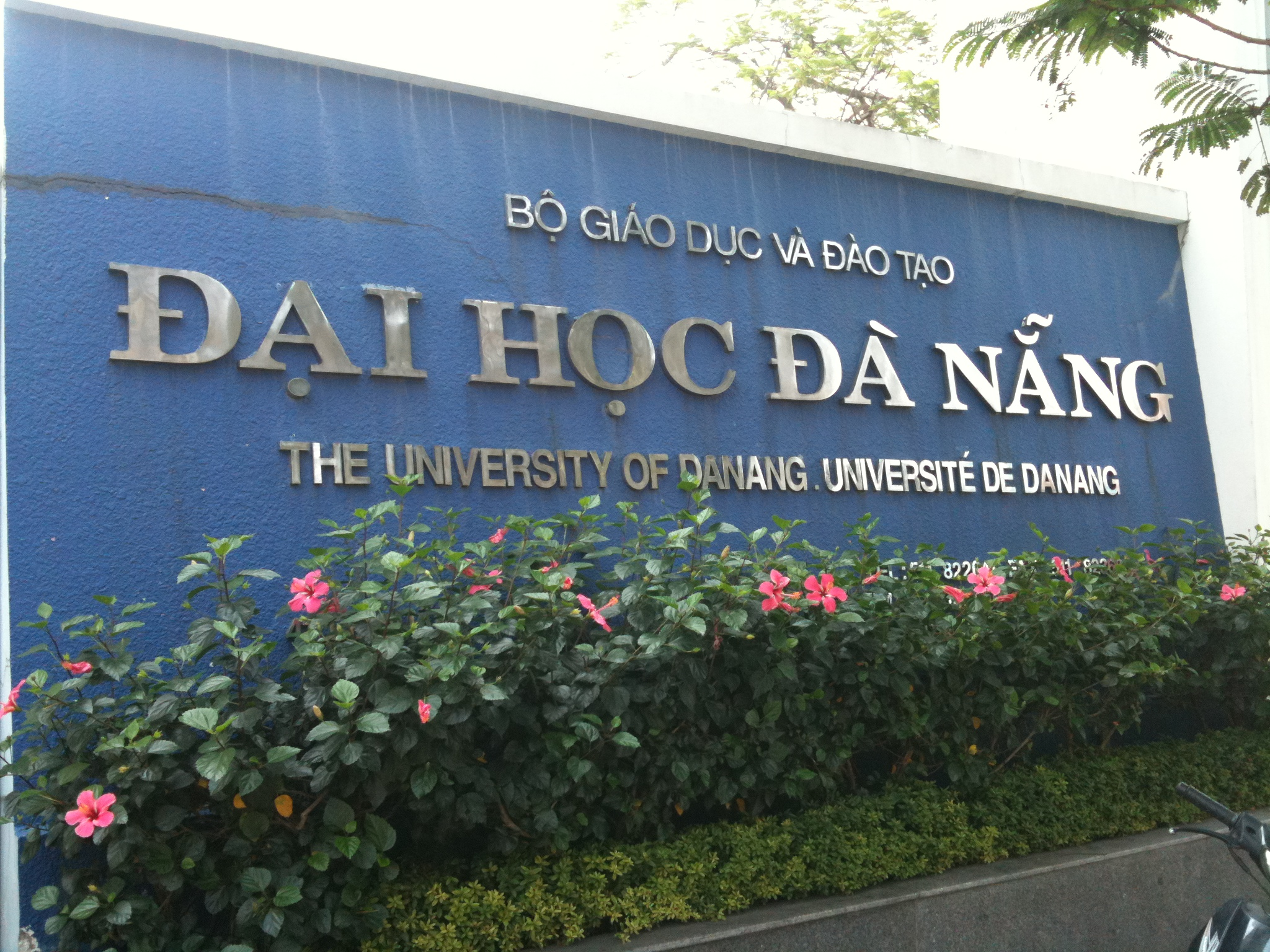
레두안 거리에 있는 다낭대학교 표지판

다낭에는 여러 개의 대학들이 있고, 시내 곳곳에 캠퍼스가 있으며 주변 지역에 위성 캠퍼스가 존재한다.
- 다낭대학교 - 가장 많은 학부를 가지고 있다.
  - 과기대 (Technology)
  - 경제, 경영 (Economics)
  - 사범대 (Pedagogy)
  - 외국어대 (Foreign Languages)
  - 공대 (Engineering)
  - 정보기술대 (Information Technology)
  - 콘툼 캠퍼스
  - English Language Institute[44]

- 다낭의과대학교,[45] 의대, 약대, 전문대에서 새로 승격
- 더이탄 대학교 - 사립 (2018년 베트남 대학 랭킹 11위[46])
- 동아대학교 - 사립

- 다낭건축대학
- 베트남 미국대학교 - 사립

다낭에는 17개 고등학교가 있으며, Le Quy Don 영재고등학교가 베트남에서 가장 선도적인 고등학교 중 하나이다.
다낭에는 규모가 있는 외국어 교육 기관도 있다. 캠퍼스 프랑스(Campus France)는 다낭에 있는 프랑스 정부 기관으로 프랑스어 학습을 활성화시키기 위해 설립되었으며, 다낭과 인접한 성에 있는 학생들에게 프랑스 내의 고등 교육 체계를 지원한다. 캠퍼스프랑스는 무상으로 상담을 지원한다. 호주의 퀸즐랜드 대학교가 설립한 English Language Institute는 IELTS 시험 서비스를 제공하는 것 이외에도 영어를 가르치는 것을 목적으로 하고 있다. 싱가폴 국제학교(Singapore International School')는 다낭에 있는 국제학교이다.

## 자매도시
- 스마랑, 인도네시아[48]
- 가와사키시[49]
- 이와키시, 일본[49]
- 시즈오카시[49]
- 가고시마시, 일본[49]
- 오키나와현[49]
- 산둥성, 중국[49]
- 장쑤성, 중국[49]
- 칭다오, 중국[49]
- 마카오, 중국[49]
- 가오슝시[49]
- 하이퐁 시[49]
- 오클랜드 (캘리포니아주), 미국[49]
- 샌프란시스코, 미국[49]
- 터코마, 미국[49]
- 저지시티, 미국[49]
- 피츠버그, 미국[49]
- 티미쇼아라, 루마니아[50]
- 뉴캐슬, 호주[49]
- 이즈미르, 터키[49]
- 야로슬라블, 러시아[51]
- 톨루카, 멕시코[52]